# DDU-DU-DDU-DU
「DDU-DU-DDU-DU」（トゥドゥトゥドゥ、韓国語: 뚜두뚜두）は、韓国のガールズ音楽グループBLACKPINKの曲である。この曲は、2018年6月15日にジニーミュージックからリリースされた1stミニアルバム「SQUARE UP」の最初のシングルとして収録されている。

## 背景とリリース
2018年6月4日、YGエンターテインメントはYG Lifeを通じて、BLACKPINKが「DDU-DU-DDU-DU」をリードシングルとして、6月15日にデビュー韓国語ミニアルバム「SQUARE UP」をリリースすることを確認した。 2017年6月の「AS IF IT'S YOUR LAST」以来、1年ぶりのオリジナルリリースとなる。一連のコンセプト写真とティーザー公開後、BLACKPINKは「デビューミニアルバムなので1年ぶりのカムバック」と伝えた。 、一曲一曲にたくさんの誠意と愛情を込めて準備しました。」また、メンバーのジェニーは「自信を持ってカムバックを楽しみにしている。BLACKPINKの音楽性をさまざまな方法で表現できてうれしい」と語った。